# Michael E. Krauss
Michael E. Krauss (nascut el 15 d'agost de 1934) és un lingüista estatunidenc, professor emèrit, fundador i durant molts anys cap de l'Alaska Native Language Center. Des de febrer de 2013 l'Alaska Native Language Archive porta el seu nom.

## Biografia
Es va llicenciar en la Universitat de Chicago el 1952 i el 1954 per la Universitat de Colúmbia, el 1959 es doctorà per la Universitat Harvard. Entre 1956 i 1958 va estudiar el gaèlic irlandès a Irlanda Occidental i el 1958 a 1960 les influències de l'islandès i el noruec a les illes Fèroe.
Krauss és conegut sobretot com un especialista en eyak, una llengua que es va extingir el gener de 2008. No obstant això, ha treballat en totes les 20 llengües natives d'Alaska, 19 dels quals pertanyen a les famílies lingüístiques atapascana-eyak-tlingit i esquimoaleutianes. No creu en una família de llengües hipotètica anomenada Na-dené.
Amb la seva direcció de 1991 a la Societat Lingüística d'Amèrica, Krauss va ser un dels primers a crear una consciència del problema mundial de les llengües amenaçades. Des de llavors ha treballat per fomentar la documentació i revitalització de les llengües en perill d'extinció a tot el món. Sosté que als Estats Units els infants només aprenen el 20% de les llengües restants al món.
Krauss es va unir a la facultat de la Universitat d'Alaska Fairbanks el 1960 i va servir com a director de l'Alaska Native Language Center des de la seva creació el 1972 fins a la seva jubilació el juny de 2000. Roman actiu en els esforços per documentar les llengües indígenes d'Alaska i ha encoratjay la consciència del problema mundial de les llengües en perill d'extinció.

## Obres
- Badten, Adelinda W.; Krauss, Michael E.; & Rubtsova, Ekaterina S. (1971). Ungazighmiit ungipaghaatangit. College: University of Alaska.
- Friedrich, Paul; & Krauss, Michael E. (1969). On the meaning of the Tarascan suffixes of space. Baltimore, Waverly Press.
- Gudgel-Holmes, Dianne; Joseph, Abbie; Jones, Eliza; Kari, James M.; & Krauss, Michael E. (1991). Native place names of the Kantishna drainage. Anchorage, AK: U.S. Department of the Interior, National Park Service, Alaska Regional Office.
- Hale, Ken; Krauss, Michael; Watahomigie, Lucille J.; Yamamoto, Akira Y.; Craig, Colette; Jeanne, LaVerne M. et al. Language, 68, 1, 1992, pàg. 1–42. DOI: 10.2307/416368. JSTOR: 416368.
- Harry, Annan N.; & Krauss, Michael E. (1982). In honor of Eyak: The art of Annan Nelson Harry. Fairbanks, AK: Alaska Native Language Center, University of Alaska.
- Krauss, Michael E. (n.d.). Na-Dene. College, AK: University of Alaska and M.I.T.
- Krauss, Michael E. International Journal of American Linguistics, 30, 2, 1964, pàg. 118–131. DOI: 10.1086/464766.
- Krauss, Michael E. International Journal of American Linguistics, 31, 1, 1965, pàg. 18–28. DOI: 10.1086/464810.
- Krauss, Michael E. International Journal of American Linguistics, 34, 3, 1968, pàg. 194–203. DOI: 10.1086/465014.
- Krauss, Michael E. (1969). On the classification in the Athapascan, Eyak, and the Tlingit verb. Baltimore: Waverly Press, Indiana University.
- Krauss, Michael E. (1970). Eskimo–Aleut. The Hague: Mouton.
- Krauss, Michael E. (1970). Eyak dictionary. College, AK: University of Alaska.
- Krauss, Michael E. (1970). Eyak texts. College, AK: University of Alaska and Massachusetts Institute of Technology.
- Krauss, Michael E. (1973). Na-Dene. In T. A. Sebeok (Ed.), Linguistics in North America (pp. 903–978). The Hague: Mouton. (Reprinted as Krauss 1976).
- Krauss, Michael E. (1974). Native peoples and language of Alaska. Fairbanks, AK: Alaska Native Language Center, Center for Northern Educational Research, University of Alaska.
- Krauss, Michael E. (1975). Native peoples and languages of Alaska. [Map]. Fairbanks, AK: Alaska Native Language Center, University of Alaska.
- Krauss, Michael E. (1976). Na-Dene. In T. A. Sebeok (Ed.), Native languages of the America (pp. 283–358). New York: Plenum. (Reprint of Krauss 1973).
- Krauss, Michael E. (1979). Na-Dene and Eskimo. In L. Campbell & M. Mithun (Eds.), The languages of native America: Historical and comparative assessment. Austin: University of Texas Press.
- Krauss, Michael E. (1980). Alaska native languages: Past, present, and future. Fairbanks, AK: Alaska Native Language Center.
- Krauss, Michael E. (1980). On the history and use comparative Athapaskan linguistics. Fairbanks, AK: University of Alaska, Native Language Center.
- Krauss, Michael E. (1982). Native peoples and languages of Alaska. [Map]. Fairbanks, AK: Alaska Native Language Center, University of Alaska.
- Krauss, Michael E. (1985). Yupik Eskimo prosodic systems: Descriptive and comparative studies. Fairbanks, AK: Alaska Native Language Center.
- Krauss, Michael E. (1986). Edward Sapir and Athabaskan linguistics. In W. Cowan, M. Foster, & K. Koerner (Eds.), New perspectives in language, culture, and personality (pp. 147–190). Amsterdam: Benjamins.
- Krauss, Michael E. (1992). The World's Languages in Crisis. Language 68(1).4-10.
- Krauss, Michael E. (1995). Inuit, Nunait, Nunangit, Yuget, Unangan Tanangin. [Map]. Fairbanks, AK: Alaska Native Language Center, University of Alaska Fairbanks.
- Krauss, Michael E. (2005). Athabaskan Tone. In: Keren Rice and Sharon Hargus, eds, Athabaskan Prosody, ed. by Keren Rice & Sharon Hargus. Amsterdam: John Benjamins. ISBN 90-272-4783-8
- Krauss, Michael E.; & Leer, Jeff. (1981). Athabaskan, Eyak, and Tlingit sonorants. Alaska Native Language Center research papers (No. 5). Fairbanks, AK: University of Alaska, Alaska Native Language Center.
- Krauss, Michael E.; & McGary, Mary J. (1980). Alaska native languages: A bibliographical catalogue. Fairbanks, AK: Alaska Native Language Center.